# 英维莱尔
英维莱尔（法語：Ingwiller，法語發音：[iŋvilɛʁ]）是法国下莱茵省的一个市镇，属于萨韦尔讷区。

## 地名
由于语源问题，该地名“Ingwiller”拼读方式不符合法语正字法，其标准发音为[iŋvilɛʁ]，根据实际发音其应译作“英维莱尔”，《世界地名翻译大辞典》与《世界地名译名词典》将其误译作“安格维莱尔”。

## 地理
英维莱尔（48°52'23"N, 7°28'37"E）面积18.05 平方千米，位于法国大東部大區下莱茵省，该省份为法国大陆部分最东部的省份，是阿尔萨斯的一部分，今与上莱茵省组成了阿尔萨斯欧洲集体，其南至上莱茵省，西南接孚日省和默尔特-摩泽尔省，西接摩泽尔省，北与德国接壤。
与英维莱尔接壤的市镇（或旧市镇、城区）包括：涅代尔苏尔特兹巴克、比绍尔茨、利什滕贝格、门绍芬、奥贝尔苏尔特兹巴克、罗特巴克、希勒斯多夫、斯帕尔斯巴克、韦恩堡、维默诺。
英维莱尔的时区为UTC+01:00、UTC+02:00（夏令时）。

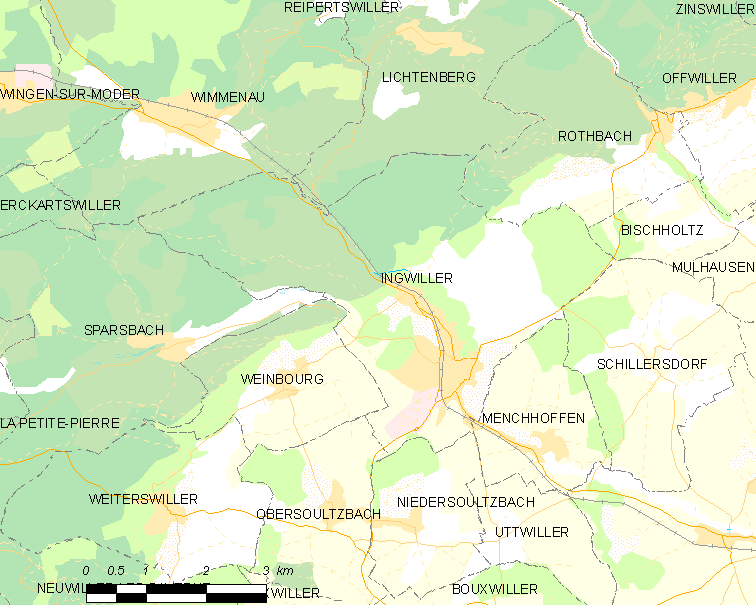
英维莱尔的OSM定位图

## 行政
英维莱尔的邮政编码为67340，INSEE市镇编码为67222。

## 政治
英维莱尔所属的省级选区为英维莱尔县，同时也是该县的中央投票站所在地。

## 人口

1962-2008年间英维莱尔人口变化图示

英维莱尔于2022年1月1日时的人口数量为3993人。